# NGC 3080
NGC 3080 je galaksija u zviježđu Lavu.

## Vanjske poveznice
- SEDS: NGC 3080